# Klampe
Eine Klampe (auch: Klampfe, mnd. zu Klammer) ist eine in der Seefahrt verwendete Vorrichtung zum Befestigen von Leinen (Tauwerk).
Sie hat zwei gegenüberliegende Hörner, um welche die Leine im Wechsel geschlagen wird. Dabei wird das Tauwerk durch die Haftreibung mit den Hörnern der Klampe gehalten.
Normalerweise erfährt eine Leine nach zwei bis drei (kreuzweisen) Umschlingungen der Klampe eine Reibungskraft, die größer ist als die Festigkeit der Leine. Weitere „Törns“ (Wicklungen) auf der Klampe bringen dann keine Vorteile mehr. Den Abschluss bildet der Kopfschlag, der auch gegen unbeabsichtigtes Lockern sichert. Das Befestigen einer Leine an einer Klampe mittels geeigneter Knoten wird seemännisch als Belegen der Klampe bezeichnet.
Klampen werden auf ihren Untergrund (beispielsweise das Schiffsdeck oder den Mast) geschraubt oder geschweißt. Klampen gibt es je nach Verwendungszweck und den aufzunehmenden Kräften in unterschiedlichen Größen und aus unterschiedlichen Materialien.
Klampen sollten nicht mit Pollern verwechselt werden.

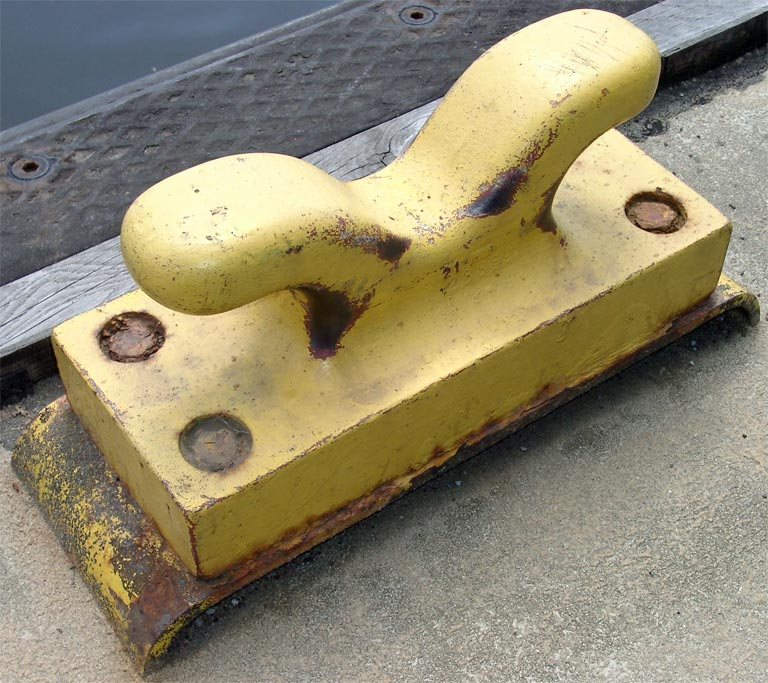
Schwere Klampe aus Gusseisen auf einem Hafenponton
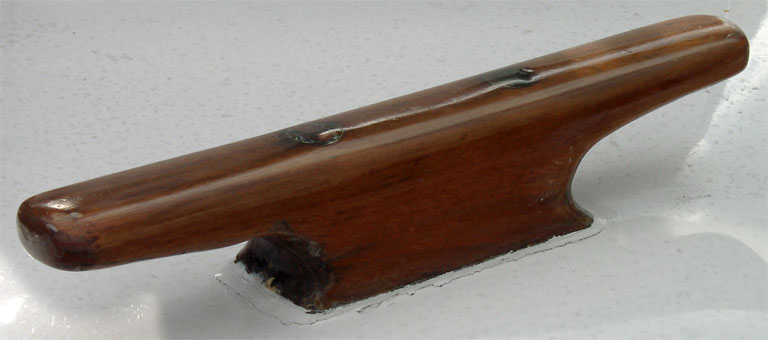
Klampe aus Holz
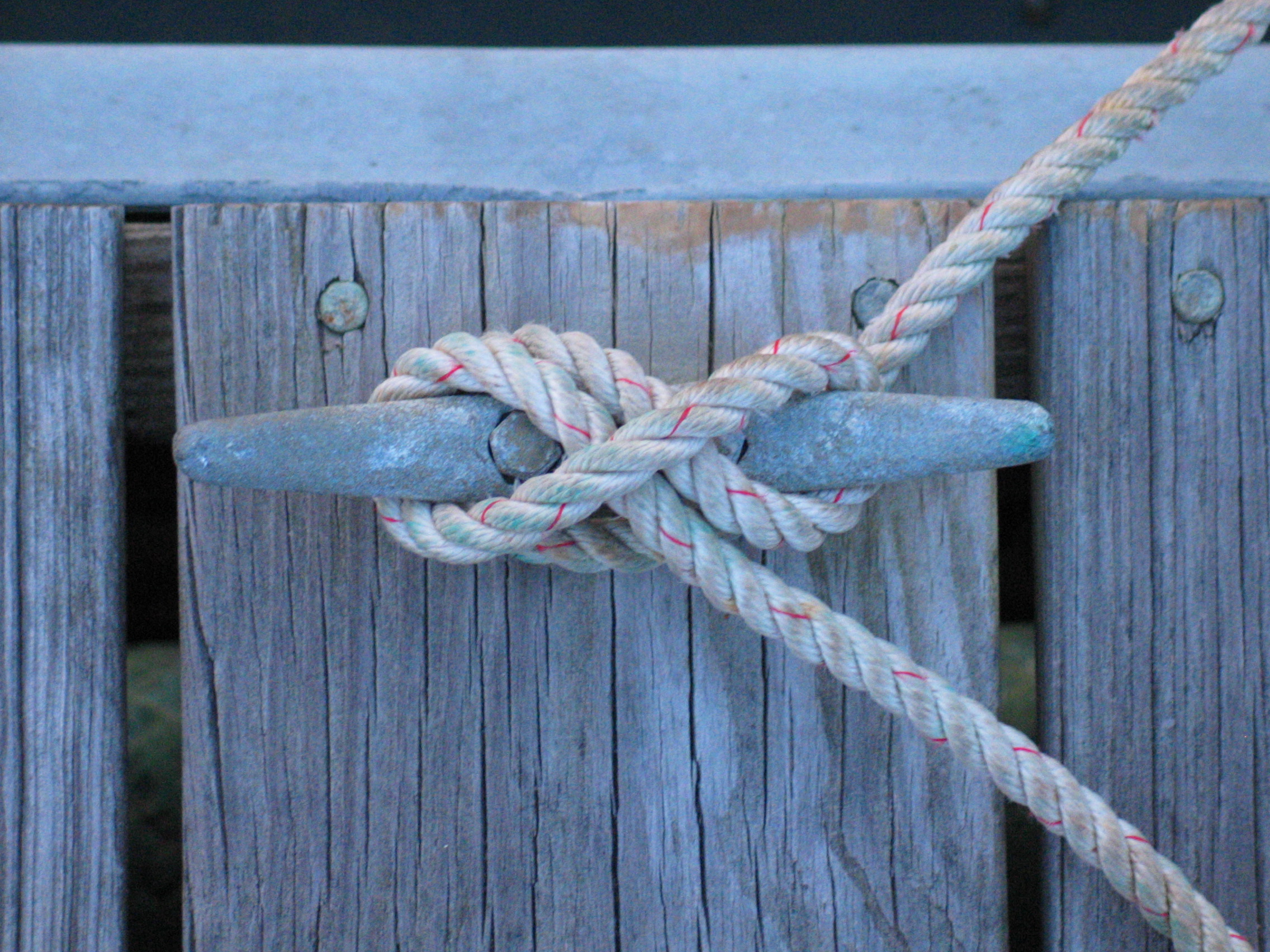
Klampe mit mittels Kopfschlag belegter Leine
Dalbe mit Klampe
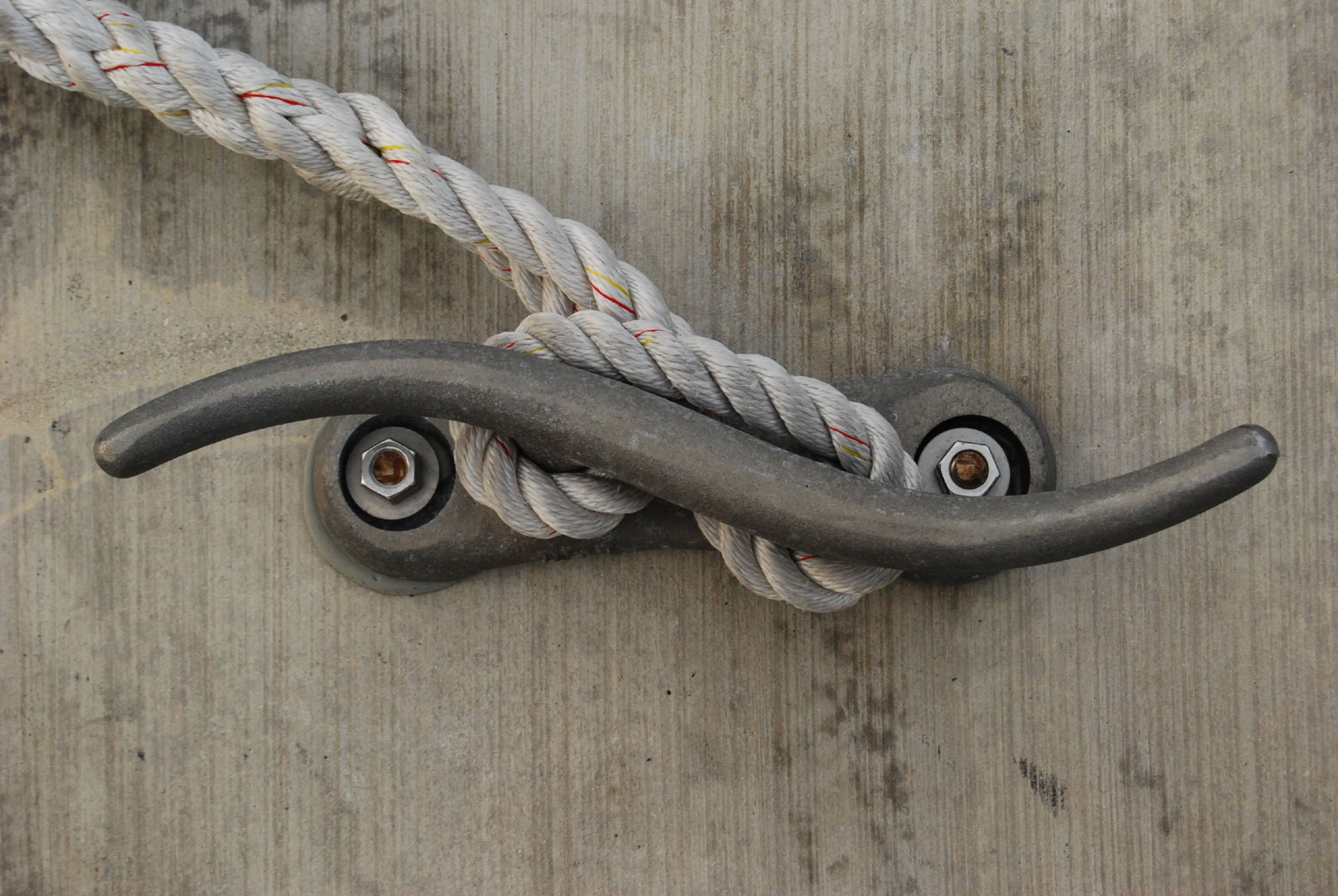
Gebogene Klampe in Key West